# Équipe du Kosovo masculine de basket-ball
Cet article traite de l'équipe masculine. Pour l'équipe féminine, voir Équipe du Kosovo féminine de basket-ball.
Maillots
L'équipe du Kosovo masculine de basket-ball est l'équipe nationale qui représente le Kosovo dans les compétitions internationales masculine de basket-ball. Elle est placée sous l'égide de la Fédération du Kosovo de basket-ball (FBK). L'équipe est affiliée à la FIBA depuis 2015. Son surnom est "Dardanët", ce qui signifie « Dardaniens ».
Le Kosovo est affilié à la FIBA depuis le 13 mars 2015 et en devient le 215e membre. Auparavant, les meilleurs joueurs de basket-ball kosovars pouvaient être sélectionnés dans l'équipe de Serbie, ainsi que dans l'équipe de Yougoslavie avant 1992.

## Résultats

### Palmarès
| Compétitions mondiales                             | Compétitions continentales |
| -------------------------------------------------- | -------------------------- |
| - Jeux olympiques - Néant - Coupe du monde - Néant | - EuroBasket - Néant       |